# Parafia Świętych Apostołów Piotra i Pawła w Radzikowie
Parafia św. Apostołów Piotra i Pawła w Radzikowie znajduje się w dekanacie piławskim w diecezji świdnickiej. Była erygowana w 1990 r. Jej proboszczem jest ks. Dariusz Nowak.